# Bastard (canción)
«Bastard» —en español: «Bastardo»— es una canción de la banda estadounidense de hard rock Mötley Crüe. La canción fue publicada en su segundo álbum de estudio Shout at the Devil. La canción es la #4 y la tercera canción más corta del álbum con una duración de 2:54. Fue escrita por Nikki Sixx, al igual que la mayoría de las canciones del álbum.

## Apariciones
- Aparece en el álbum Music to Crash Your Car to: Vol. 1, como la canción #8 del segundo disco.[1]
- Aparece en el álbum Journals of the Damned.[1]